# Creatività computazionale
La creatività computazionale (anche nota come creatività artificiale) è una disciplina scientifica che si occupa dello studio del processo creativo tramite modelli e metodi computazionali. Più precisamente, lo studioso inglese Geraint Wiggins la definisce come «lo studio [...], tramite mezzi e metodi computazionali, di comportamenti esibiti da sistemi naturali e artificiali, che sarebbero considerati creativi se esibiti da umani».
Gli obiettivi dichiarati di tale disciplina possono essere riassunti in tre punti principali:
1. progettare algoritmi (o macchine) che mostrino un livello di creatività paragonabile a quello umano,
2. formalizzare i processi creativi umani e animali,
3. aumentare la creatività umana con mezzi artificiali.

Da questo punto di vista, può essere considerato un campo inter-disciplinare, con contributi dall'intelligenza artificiale, dalla psicologia cognitiva, dalla neurologia, dalla filosofia e dalle discipline artistiche.

## Aspetti teorici
A oggi, non esiste una teoria scientifica che formalizzi il pensiero creativo, e non risulta nemmeno chiaro se sia possibile parlarne in maniera generale (come proposto, ad esempio, dalla teoria formale della creatività), o se sia necessario vederlo come un insieme di diversi processi mentali. Nel campo della creatività computazionale, grande importanza hanno avuto i lavori della ricercatrice Margaret Boden, in seguito formalizzati da Geraint Wiggins. Due dei punti teorici principali esposti da Boden sono:
- La differenza fra gli atti creativi che definisce storici, ovvero mai compiuti prima, e quelli che definisce personali, già compiuti da qualcuno nel passato, di cui non si è al corrente al momento dell'atto stesso.[1] In questa ottica, obiettivo principale della creatività computazionale dovrebbe essere l'emulazione della più semplice creatività personale.
- La categorizzazione della creatività in esplorativa, trasformativa, e combinatoria.[1] Secondo la Boden, ciascuna di queste categorie riguarda processi creativi differenti, e in ciascuno di essi è possibile che un processo artificiale possa portare il proprio contributo specifico. Ad esempio, la creatività trasformativa riguarda il cambiamento del quadro di riferimento all'interno del quale si sta compiendo la propria indagine. In questo senso, secondo la Boden, algoritmi evolutivi come gli algoritmi genetici, per la loro stessa natura ricombinativa, possono essere un valido strumento.

La categorizzazione di Boden non è ovviamente l'unica possibile. Ad esempio, un team dell'IBM Thomas J. Watson Research Center, basandosi su lavori recenti nel campo della psicologia, ha portato avanti una categorizzazione fra creatività espressiva, da rappresentazione, e scientifica.
In contrasto con questi tentativi di catalogare e formalizzare il processo creativo, sono andati altri ricercatori, secondo cui la creatività, come molti altri processi all'apparenza complessi, è in realtà il risultato emergente dell'interazione di numerosi sistemi più semplici. Questa idea, popolarizzata in generale da Stephen Wolfram, è strettamente legata ai cosiddetti approcci connessionisti alla creatività, incluse le reti ricorrenti per generare melodie di Peter Todd, e alcuni brevetti di Stephen Taler.

## Esempi di creatività artificiale

### Creatività artificiale in campo musicale
In campo musicale, uno degli esperimenti più longevi di creatività computazionale è il software Experiments on Musical Intelligence (EMI), sviluppato da David Cope a partire dal 1981. EMI è capace di analizzare il repertorio musicale di un artista, e di generalizzare a partire da esso, componendo melodie originali sullo stesso stile, in grado di ingannare umani anche esperti. In maniera simile, il software GenJam è in grado di ascoltare una melodia jazz e, oltre a usarla come base per una nuova melodia, può partecipare a sessioni di improvvisazione in coppia con l'autore. Come la maggior parte degli esperimenti interattivi di creatività computazionale, GenJam utilizza internamente un algoritmo genetico interattivo sviluppato dall'autore, in grado di esplorare lo spazio delle possibili composizioni musicali in funzione dell'input ascoltato.

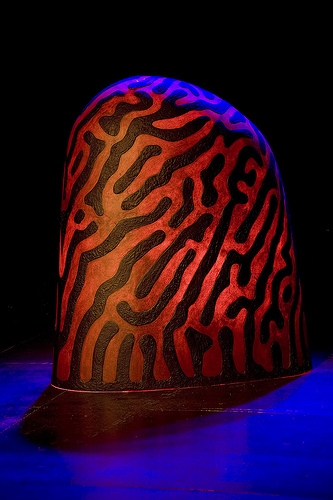
Vista laterale di Iamus

Iamus, un cluster di computer oggi situato all'Università di Malaga, è stato invece il primo computer in grado di comporre un frammento musicale in uno stile interamente personale, l'Opus One. Iamus si basa internamente sulla tecnologia Melomics, e dopo Opus One un anno dopo ha prodotto, nel 2011, una composizione intera, chiamata Hello World! A questa è seguito il suo primo album, intitolato in maniera omonima Iamus, e prodotto insieme alla London Symphony Orchestra.
Alcuni esperimenti sono stati effettuati per integrare sorgenti non audio nella composizione musicale. In questo senso, l'esperimento più interessante è stato compiuto nel 1996, quando un'architettura chiamata The Creativity Machine, osservando una serie di espressioni facciali, ha composto quello che i suoi autori chiamano "il primo album musicale nella storia prodotto da una macchina".

### Creatività artificiale in campo linguistico
Un secondo campo artistico di grande interesse per la creatività computazionale è, fin dagli anni settanta, lo sviluppo originale di narrativa. Il primo esperimento in questo senso, secondo Pablo Gervás, è l'Automated Novel Writer sviluppato da Sheldon Klein nel 1973. Il sistema era in grado di generare storie di omicidi ambientate durante una festa svoltasi nel weekend. Gervás riporta un esempio di tali storie:
(Estratto di una storia generata dall'Automated Novel Writer)
Un aspetto molto importante della generazione di narrativa è stato introdotto pochi anni dopo, nel 1977, nel sistema Talespin di James Meehan. Talespin permetteva di considerare connessioni causali "all'indietro" all'interno della storia, nelle quali l'obiettivo desiderato da un personaggio influenza le sue scelte nel passato. Questo permette di introdurre elementi di personalità dei personaggi all'interno della storia per aumentarne il realismo. Questa linea di pensiero è stato continuata, in anni recenti, dal sistema Virtual Storyteller, sviluppato da un team dell'Università di Twente capitanato da Mariët Theune. Virtual Storyteller vede la generazione di una storia come l'interazione di numerosi agenti, governati ciascuno da un particolare insieme di regole. Gli agenti sono coordinati da un agente direzionale, che può esercitare controllo sull'ambiente, sulle motivazioni degli altri agenti, e sulle loro limitazioni fisiche, non potendo però forzare le loro azioni specifiche.
Un approccio estremamente differente da quelli descritti in precedenza, e da altri sistemi recenti quali Fabulist, è dato da Author di Nathalie Dehn, un sistema che simula in maniera esplicita gli obiettivi e la mente dell'autore invece che dei personaggi. Author modella una storia a partire da una sequenza di obiettivi dell'autore, i quali possono cambiare nel tempo tramite un processo detto di riformulazione concettuale.
Ovviamente, numerosi sistemi sono stati sviluppati in campo letterario, i cui obiettivi non si riassumono nella semplice produzione narrativa. A questo proposito, vale la pena ricordare:
- Il sistema Sardonicus, sviluppato all'University College Dublin, per la ricerca pragmatica di metafore e similitudini.[18]
- Il Joke Analysis and Production Engine (JAPE), un sistema per generare battute di tipo domanda-e-risposta.[19]
- ASPERA, un sistema per la generazione di poesia formale (in spagnolo) in modalità semi-interattiva.[20]

### Creatività artificiale nelle arti visive
I due esempi più famosi di macchine in grado di produrre dipinti sono AARON, sviluppato da Harold Cohen dal 1973, e The Painting Fool, sviluppato a partire dal 2001 da Simon Colton. Entrambi, seppur partiti con scopi più limitati, sono oggi in grado di produrre in maniera autonoma dipinti a colori. Ecco come Harold Cohen stesso descrive il risultato della sua macchina:
(Estratto di "Driving the creative machine")
AARON, in particolare, ha ricevuto molta attenzione dopo essere stato inserito in uno screensaver per Windows da parte della Kurzweil CyberArt Technologies, Inc.
Diversi esperimenti nel campo della generazione visiva hanno coinvolto l'utilizzo di algoritmi evolutivi, in particolare algoritmi genetici interattivi, in grado di adattarsi alle preferenze dell'utente. Tra questi, possiamo ricordare NEvAR (Neuro-Evolutionary Art), in grado di generare superfici tridimensionali, ed EndlessForms, progettato da un team della Cornell University come strumento di creazione ed esplorazione di nuovi design.

### Altri esempi di creatività artificiale
Applicazioni pratiche di creatività computazionale sono stati proposti anche al di fuori delle arti audiovisive e letterarie propriamente dette. Tra queste, possiamo ricordare:
- GamesByAngelina, un software sviluppato da Michael Cook per la generazione interattiva di videogiochi.[26]
- Diversi risultati ottenuti da algoritmi di programmazione genetica, particolarmente in campo industriale, che hanno portato al rilascio di numerosi brevetti, i quali richiedono un livello dimostrabile di "originalità" nell'invenzione.[27]
- La ricerca nel campo del Cognitive Cooking portata avanti da un team dell'IBM Thomas J. Watson Center, il quale, sfruttando il motore di processamento del linguaggio Watson, ha sviluppato un programma che permette l'invenzione di ricette interamente innovative.[28] Tale lavoro è particolarmente interessante in quanto mette in evidenza due sfide tecnologiche che il campo della creatività computazionale dovrà affrontare in futuro: l'analisi e il processamento realtime dei cosiddetti Big Data.[29]

## Controversie
L'idea fondamentale della creatività computazionale, che il processo creativo possa essere riprodotto con mezzi artificiali, è da decenni al centro di una delle principali controversie sulla fattibilità dell'intelligenza artificiale. Alan Turing, nel suo celebre articolo "Computing Machinery and Intelligence" del 1950, considerava la credenza che una macchina non possa coglierci di sorpresa, ripresa da una frase scritta dalla matematica Ada Lovelace, una delle principali obiezioni alla possibilità di un'intelligenza non umana. Che la creatività sia un tema centrale dell'IA risultò chiaro anche pochi anni dopo, quando, nel 1956, il termine fu proposto come uno degli obiettivi principali della nascente disciplina durante la famosa proposta di Dartmouth. Da allora, l'opinione prevalente è rimasta più vicina al pensiero di Lovelace che a quello di Turing. Ad esempio, in un editoriale per un'edizione speciale di AI Magazine sulla creatività computazionale, gli autori riportano la frase di un libro di grafica del 2000 secondo cui "simulare tecniche artistiche significa anche [...] simulare il pensiero creativo. Questo è impossibile da fare usando algoritmi di processamento dell'informazione".
Un secondo insieme di critiche derivano dalla mancanza di una definizione oggettiva di creatività e, di conseguenza, dalla mancanza di misure formali per valutare il livello creativo di un programma o di una macchina. Secondo queste obiezioni, senza tali misure è impossibile valutare quanto progresso sia stato fatto in un determinato campo. Per aggirare tali obiezioni, definizioni come quella di Wiggins riportata nell'introduzione cercano di valutare un risultato come creativo rapportandolo a come lo valuteremmo se fosse stato eseguito da un umano. In questo senso, molti lavori nel campo si espongono alle stesse critiche che circondano il più famoso Test di Turing.
Infine, una critica più recente alla possibilità di una creatività artificiale simulata viene dai proponenti della cosiddetta AI incarnata (embodied AI), secondo cui ogni aspetto dell'intelligenza, e di conseguenza anche il processo creativo, richiederebbe una interazione fisica con l'ambiente circostante, e non una simulazione in cui il progettista ha pieno controllo di quanto succede. In parziale supporto di questa tesi, Margaret Boden riprende un aneddoto ripreso da un libro di Ray Kurzweil, riguardante un team dell'Università del Sussex che nel 2002 cercò di far evolvere un oscillatore in hardware. Il risultato, particolarmente creativo sotto determinati punti di vista, fu che il circuito vincitore non fu un oscillatore ma, a sorpresa, una più semplice antenna radio che riceveva un segnale da un vicino PC.

## Eventi
Il principale evento legato alla Creatività computazionale è l'International Conference on Computational Creativity (ICCC), organizzata annualmente dall'International Association for Computational Creativity. Finora si sono svolte cinque edizioni della ICCC:
- ICCC 2010 a Lisbona (Portogallo)
- ICCC 2011 Archiviato il 20 settembre 2014 in Internet Archive. a Città del Messico (Messico)
- ICCC 2012 a Dublino (Irlanda)
- ICCC 2013 a Sydney (Australia)
- ICCC 2014 a Ljubljana (Slovenia)

L'ICCC 2015, si è tenuta a Zurigo (Svizzera) a gennaio del 2015. Prima della ICCC, il principale evento del settore era l'International Joint Workshop on Computational Creativity (IJWCC), nato nel 1999 in seguito ad alcuni eventi precedenti, fra i quali l'International Joint Workshop on Computational Humour del 1996 e la Mind II Conference on Creative Computation del 1997.

## Pubblicazioni
La creatività computazionale non possiede una rivista specializzata del settore. I principali articoli sono apparsi, oltre che negli atti delle varie conferenze, in alcuni numeri dedicati su riviste di intelligenza artificiale, tra cui:
- New Generation Computing, volume 24, numero 3, 2006
- Journal of Knowledge-Based Systems, volume 19, numero 7, novembre 2006
- AI Magazine, volume 30, numero 3, 2009
- Minds and Machines, volume 20, numero 4, 2010
- Cognitive Computation, volume 4, numero 3, 2012

Inoltre, visioni unificate della disciplina sono state esposte in diversi libri da alcuni dei principali ricercatori del campo. Tra questi possiamo ricordare, tra i più recenti:
- Veale, T. (2012). "Exploding the Creativity Myth: The Computational Foundations of Linguistic Creativity". Bloomsbury Academic, London.
- McCormack, J. e d'Inverno, M. (eds.) (2012). "Computers and Creativity". Springer, Berlin.